# Шанье
Шанье́ (фр. Chaniers) — коммуна во Франции, находится в регионе Пуату — Шаранта. Департамент коммуны — Приморская Шаранта. Входит в состав кантона Сент-Восток. Округ коммуны — Сент.
Код INSEE коммуны — 17086.

## Население
Население коммуны на 2010 год составляло 3453 человека.
| 1962 | 1968 | 1975 | 1982 | 1990 | 1999 | 2010 |
| ---- | ---- | ---- | ---- | ---- | ---- | ---- |
| 2022 | 2255 | 2750 | 2960 | 3086 | 3232 | 3453 |